# 領事裁判権
領事裁判権（りょうじさいばんけん）とは、外国人がその在留国において本国の領事による裁判を受ける権利をいう。日本が江戸時代に締結した不平等条約などにみられる。
日米修好通商条約第六条によれば「日本人に対して法を犯したアメリカ人は、日本にあるアメリカの領事裁判所で裁き、アメリカの法によって罰する。アメリカ人に対して法を犯した日本人は、日本の役人により日本の法で罰する」「商取引についても同様に扱う」とする条項が含まれた。

## 概要
不平等条約における領事裁判の管轄と適用法規については実際には必ずしも明瞭でなく、領事裁判権と治外法権はしばしば混用されている。近代の意味における国家や国民の概念が明瞭でなく、また外国人の国籍確認が不分明であるにもかかわらず、条約において領事裁判条項は容易に規定され、のちに不平等条約として問題となるのが通例であった。
外国諸法に関する知識や判例などの情報がない状況下で行われる領事裁判は正当性のない判決がしばしば下された。本来は領事警察権が及ぶ領域を想定したものであっても当該国の全域で適用され、二重法体系を生み当該国の主権を奪う手段となった。
日本の場合、いかなる条約においても日本に在住する外国人に治外法権を認めたことはない。認めたのは日本人に対する外国人の犯罪に対する裁判をそれぞれの国の在住領事に委ねるということだけであった。これが治外法権であるかのように誤解され、外国人がすべて課税を免除され、日本の一切の行政権に服従しないようになったのは外国人の横暴とこれを黙認して既成事実化した日本人役人の怯懦のためであった。領事裁判権については締結の当時それが不平等条約であり、将来どのような惨禍をもたたらすかについて全く理解されておらず、むしろ日本側は進んで歓迎さえしたもので、ハリスをして意外の思いをさせるものであった。

## 歴史
治外法権による領事裁判権は、15世紀にオスマン帝国が、ヴェネツィアやジェノヴァに対し恩恵として与えたのに始まった。近代に入り、東アジア諸国では近代的な法制が未整備であって欧米人を東アジア諸国の裁判権に服せしめるのは適当でないことを理由に、1842年の南京条約で清に押し付けられたのをはじめ、タイ王国や日本併合以前の朝鮮でも日本により行われた。

### 日本
日本では1858年に締結された日米修好通商条約に
第6條 　日本人に對し法を犯せる亞墨利加（アメリカ）人は、亞墨利加コンシュル裁斷所（領事裁判所）にて吟味の上、亞墨利加の法度（法律）を以て罰すへし。亞墨利加人に對し法を犯したる日本人は、日本役人糺の上、日本の法度を以て罰すへし。
とあり、その後安政年間にイギリス、フランス、オランダ、ロシアと締結した安政五カ国条約にすべて領事裁判権の定めがある。
領事は本来、外交官であって裁判官ではないから、領事裁判ではしばしば本国人に極めて有利な判決が下された。領事裁判権撤廃は明治政府の外交にとって大きな課題となり、1871年末からの岩倉使節団による予備交渉から撤廃の努力を始めた。1877年のハートレー事件や1879年のヘスペリア号事件などによって領事裁判権撤廃は国家的課題として当時の国民にも理解されるようになった。1886年のノルマントン号事件や1892年の千島艦事件もまた、領事裁判権撤廃問題と絡んで大きな政治問題となった。国内政治にはおいては硬六派をはじめとする対外硬とよばれる政治グループを生み、彼らによって現行条約励行運動という政治運動が展開された。井上馨、大隈重信ら歴代の外交担当者も条約改正に鋭意尽力した。1888年の日墨修好通商条約を皮切りに法権の回復が実現し、第2次伊藤内閣の陸奥宗光外務大臣の下、駐英公使青木周蔵の努力によって、1894年の日清戦争開戦直前に日英通商航海条約が結ばれて領事裁判権撤廃が実現した。この年から翌年にかけては他の欧米各国とも同様の改正条約が締結された。改正条約の発効は、調印より5年を経過した1899年（明治32年）からであり、これにより日本では国内の外国人居留地が廃止され内地雑居が実施された。

### 朝鮮
日朝修好条規により日本が一方的に領事裁判権を定めていたため、朝鮮において領事裁判権の問題は第二次日韓協約以降併合へ向けての外交的課題であったが、最終的には朝鮮法の確立をまたず日本法を朝鮮に適用することで撤廃交渉にあたるものとし、1910年の日韓併合条約時における「韓国併合に関する宣言」において、韓国が諸国と締約していた旧条約の全ての無効が宣言（第一条）され各国により逐次承認された。

### 中国
中国における領事裁判権の撤廃交渉は、1902年の英清通商航海条約改正交渉、および1903年の清米条約、日清追加通商航海条約などに遡ることができる。これらにおいて列強は中国の治外法権撤廃に原則的に同意する一方で撤廃条件を留保しており実際の撤廃につながることはなかった。辛亥革命により中華民国が成立した1912年以降も、1919年のパリ講和会議や1921年のワシントン会議などでも繰り返し撤廃要求が提示された。
1925年12月にはワシントン会議に基づく治外法権委員会が召集されたが、列強は当初から消極的であり中国司法の不整備などを理由に撤廃要求を事実上拒否した。この1925年は五・三〇事件など中国ナショナリズムが高揚した年であり不平等条約撤廃と法権回復運動は国民政府および北京政府の対外基本要求となった。北伐後の国民政府（蔣介石政権）は、高まる中国ナショナリズムを背景に国権回復運動を展開し、対外的には強硬な撤廃要求を提示しつつも漸進主義を採用した。1929年12月28日の治外法権撤廃宣言を公知後、1931年5月に管轄在華外国人実施条例を提示するなど強硬に出たものの実質において引き続き各国と交渉して円満な解決を図る方針が採られた。
イギリスとは1931年6月5日に治外法権撤廃を旨とする条約草案が仮調印され、アメリカも同じような条約案を7月に起草した。しかし実際には満州事変および日中戦争の勃発、太平洋戦争への拡大などの時節を経たのち英米による治外法権の撤廃は1943年のこととなった。

### タイ
タイは1865年、フランスとの間に修好通商航海条約を結んだが、これは一種の不平等条約であった。1914年よりはじまった第一次世界大戦では、不平等条約の改正を目的に、連合国として参戦した。これに伴い、大戦後は敗戦国のドイツ帝国・オーストリア゠ハンガリー帝国など同盟国との間で結んでいた不平等条約の改正に成功した。1932年の立憲革命の後、民主政体による法典整備がなされた結果、領事裁判権の撤廃が実現した。

## 文献情報
- 「第一次大戦後の在華外国人管理問題」貴志俊彦（アジア研究2006.6）
- 渡辺惣樹、茂木誠「大英帝国と明治維新　――近代日本の根本構造とはなにか」『教科書に書けないグローバリストの近現代史』ビジネス社、2022年3月1日。ISBN 978-4-8284-2370-8。